# Moissat
Moissat ist eine französische Gemeinde mit 1.256 Einwohnern (Stand: 1. Januar 2022) im Département Puy-de-Dôme in der Region Auvergne-Rhône-Alpes. Moissat gehört zum Arrondissement Thiers und zum Kanton Lezoux (bis 2015: Kanton Vertaizon).

## Lage
Moissat liegt etwa 18 Kilometer östlich von Clermont-Ferrand in der Landschaft Limagne. Das Gemeindegebiet wird vom Fluss Litroux durchquert. Umgeben wird Moissat von den Nachbargemeinden Seychalles im Norden, Lezoux im Nordosten, Ravel im Osten, Glaine-Montaigut im Südosten, Reignat im Süden, Espirat im Süden und Südwesten sowie Bouzel im Westen.

## Bevölkerungsentwicklung
| Jahr                       | 1962 | 1968 | 1975 | 1982 | 1990 | 1999 | 2006 | 2013 |
| Einwohner                  | 588  | 584  | 547  | 596  | 643  | 751  | 946  | 1188 |
| Quellen: Cassini und INSEE |      |      |      |      |      |      |      |      |

## Sehenswürdigkeiten
- Kirche Saint-Pierre-ès-Liens aus dem 11. Jahrhundert, seit 1983 Monument historique

## Weblinks

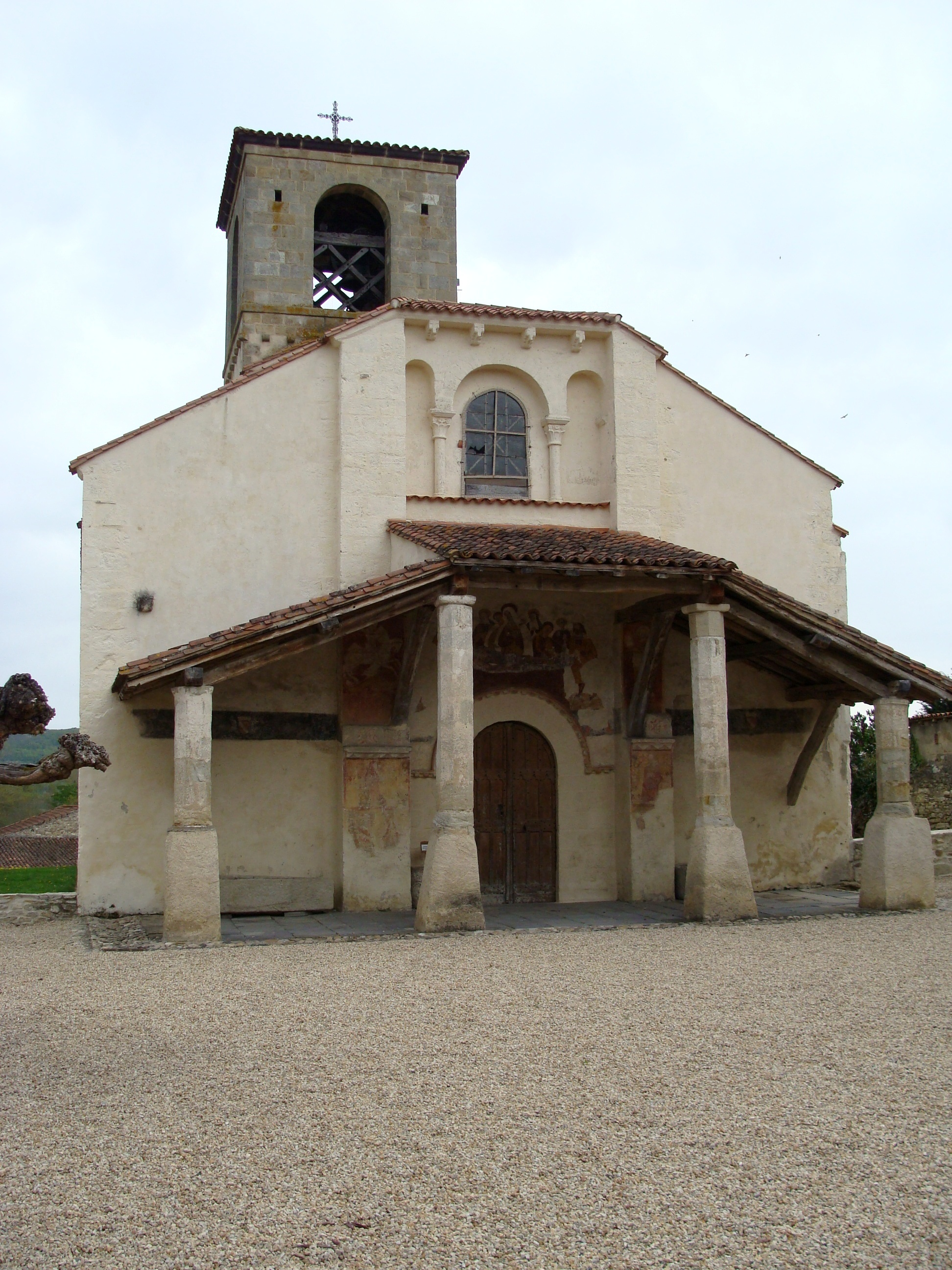
Kirche Saint-Pierre-ès-Liens